# 无瑕号研究船

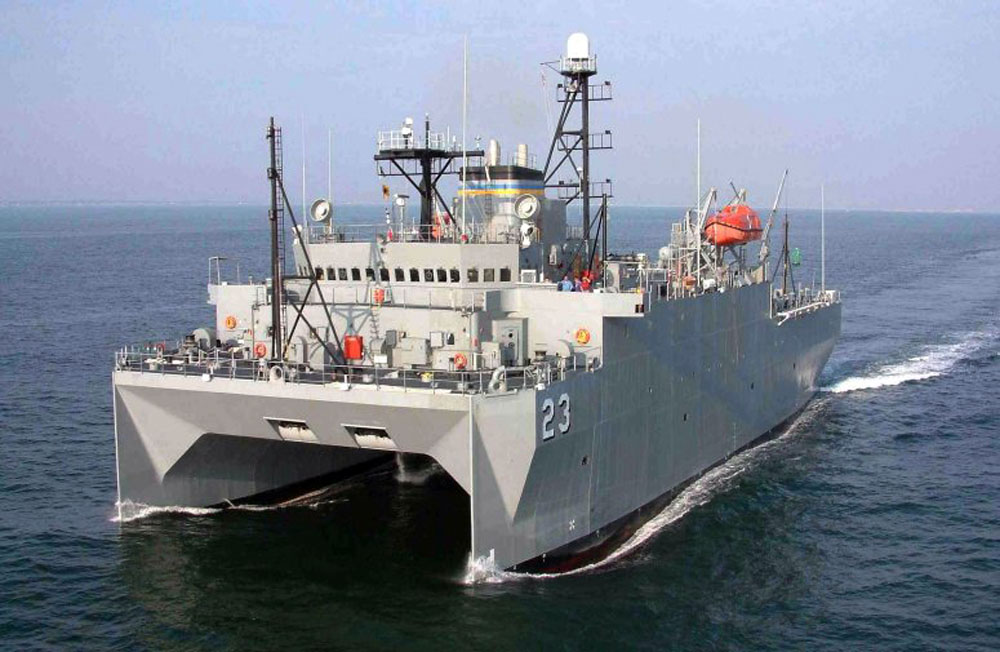
无瑕号雙體船

无瑕号（USNS Impeccable, T-AGOS-23）是一艘隶属于美国海军的海洋研究船，隸屬于美国海军軍事海運司令部旗下的特別任務計畫（Special Mission program），於2001年開始服役。

## 设计
无瑕号是一艘设计任务为拖曳式感应监视听音系统的海洋研究船。船体设计为双体式、小水线面双体船，以防止在恶劣海面条件倾覆，并可提供更多的甲板空间以存放声学设备。

## 建造
无瑕号最初由位于美国佛罗里达州坦帕市的美國造船廠建造。合同于1991年3月28日生效。船体龙骨于1992年3月15日开始搭建，但美国造船厂于1993年11月的破产打乱了建造计划。不久之后，美国政府决定继续完成无瑕号，但是终止无瑕级计划，使得无瑕号成为唯一一艘的无瑕级。未完工的船体被拖至位于密西西比州格尔夫波特的哈尔特船舶集团公司，并与1995年建造完成。无瑕号于1998年8月28日下水，于3年后的2001年3月22日交付给美国海军，隶属于美國軍事海運司令部特別任務計畫。

## 任务
无瑕号的主要任务就是搜索并监视潜艇威胁，使用拖曳式感应监视听音系统被动及主动低频声纳阵列收集水下声学数据、通过电子设备处理并提供快速反潜作战信息的传输，利用卫星向海军提供评价和分析。

## 南海事件

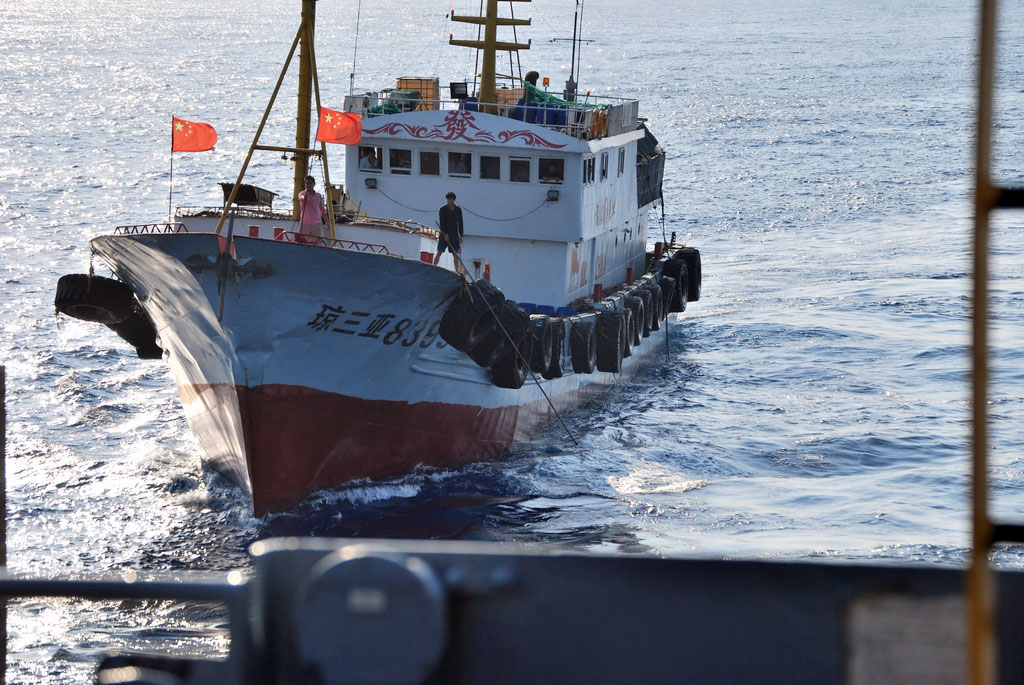
中國船員揮舞中國國旗並用長竹試圖破壞無瑕號拖曳的聲納

2009年3月8日，無瑕號在中國海南省以南75 mi（121 km）處的南中國海海域（联合国海洋法公约劃定專屬經濟區，美方認定为公海）執行搜索監聽中國海軍潛艇任務時，與5艘中國籍船舶遭遇。包括一艘中國海軍情報蒐集船、一艘海事局漁業監督船、一艘國家海洋水文監督船和兩艘小型掛著中國國旗的拖網漁船，其中兩艘艦艇向無瑕號逼近至15米，艦上人員揮舞中國國旗，要求無瑕號離開。無瑕號用消防水龍頭向中國艦艇噴水，中國艦上人員被迫把衣服脫到只剩內衣。兩艇隨後向無瑕號再逼近，雙方距離不到8米。中國艦艇向海面拋木頭阻擋無瑕號去路，無瑕號透過艦上廣播表示將要離開，但兩艘中國艦艇擋住無瑕號的去路，迫使無瑕號必須緊急下錨，防止艦艇對撞。中國船員又用長竹伸到海裡試圖破壞無瑕號拖曳的聲納陣列。
美國科學家聯合會的核武專家克里斯滕森（Hans Kristensen）表示無瑕號在南海的任務可能是搜索監視新部署到海南三亞榆林海軍基地的新式「商級」核攻擊潛艇和「晉級」彈道導彈核潛艇。

### 中國政府回應
中華人民共和國外交部發言人馬朝旭指出，美方關於中國船隻在南中國海危險地「尾隨、跟蹤」美國海軍艦艇、「騷擾」美國船員的指責，嚴重違背事實，中方不能接受。馬朝旭於3月10日的外交部記者招待會上回答問題時指出：美方的說法嚴重違背事實，顛倒黑白，中方完全不能接受。關於外國船隻在中國專屬經濟區活動問題，《聯合國海洋法公約》、《中華人民共和國專屬經濟區和大陸架法》、《中華人民共和國涉外海洋科學研究管理規定》都有明確規定。中國政府一貫嚴格按照上述規定來處理此類問題。美國海軍監測船無瑕號違背有關國際法和中國法律法規的規定，未經中方許可在南海中國專屬經濟區活動，中方已經就此向美方提出了嚴正交涉。中方要求美方立即停止有關活動，並採取有效措施避免再次發生類似事件。3月12日下午，正在美國進行工作訪問的中國外交部長楊潔篪在與美國總統奧巴馬會面，雙方在會面時談到了近日中美船隻在南海發生的摩擦。奧巴馬「強調了提升中美軍事對話的級別和頻率的重要性，以避免未來發生類似的事件。」

### 美國政府回應
美國國防部批評中國船隻「不專業的操作」違反了國際法的要求，罔顧海洋其他合法使用者的權力和安全。還希望中國船隻行為理性，避免挑釁行動，以免造成誤判或者撞船，危害美國和中國船隻及船員。美國參謀長聯席會議主席馬倫於3月13日受訪時表示：「無瑕號當時是在國際水域，完全符合國際法，中方這樣做是毫無理由的。」中方認為事發生地屬於中國專屬經濟區所規定的200海里內區域，但美國認為有權利進入這片水域，「這裡不是領海，領海只有12海里，經濟專屬區有200海里，任何一個國家都有權利進入這裡。」華爾街日報的社論說，美國聲言，美國船隻有權通過或在專屬經濟區活動，其中包括情報收集，這種權利就像在公海活動的權利一樣。美國也指出，《聯合國海洋法公約》的許多條款看來就是這樣規定的。但是，該公約的若干簽署國，其中包括巴西、馬來西亞、巴基斯坦以及中國則認為，海洋法公約禁止外國在專屬經濟區從事軍事和情報收集活動。美國航行自由計劃對全球所有美國認為「過分」或者「不合理」的領海及領空主權要求進行質疑。儘管其自身並未簽署批准《聯合國海洋法公約》，美國卻竭力主張全世界所有國家必須遵守此公約所規定的國際準則。一些沿海國家指出美國出於自身考慮，認為如果完全遵守公約，將會使其船隻及航空器的航行自由受到限制，因此對於《聯合國海洋法公約》所規定的國際準則持雙重標準。

### 美國軍事回應
2009年3月12日，美國福克斯新聞網報導，美國海軍指派部署於珍珠港配有神盾戰鬥系統的導彈驅逐艦鐘雲號（DDG-93）前往南中國海為繼續在南中國海進行監測活動的「無瑕」號監測船護航。